# Cis bituberculatus
Cis bituberculatus es una especie de coleóptero de la familia Ciidae.

## Distribución geográfica
Habita en México.